# Alina Cantea
Alina Cantea (ur. 31 sierpnia 1983) – rumuńska lekkoatletka specjalizująca się w skoku o tyczce.
Wielokrotna mistrzyni Rumunii.
Reprezentantka kraju w zawodach pucharu Europy.